# Sancaktepe
Sancaktepe [ejtsd: szandzsaktepe] Isztambul tartomány egyik újonnan kialakított, ázsiai oldalon fekvő körzete, Sarıgazi, Samandıra és Yenidoğan mahalléinak egyesítésével hozták létre 2008-ban. Területe 61,90 km².